# Emanuel Más
Emmanuel David Mas (San Juan, 15 gennaio 1989) è un calciatore argentino, difensore della Juventud.

## Caratteristiche tecniche
Mancino, viene impiegato sulla fascia sinistra nel ruolo di terzino o esterno alto.

## Carriera

### Club

#### San Martín di San Juan
Cresciuto nelle giovanili del San Martín di San Juan, debutta in massima serie il 21 giugno 2008, all'età di 19 anni, nella trasferta contro il Newell's Old Boys, al termine di un campionato che vede la retrocessione del suo club in Primera B Nacional.
Nella seconda serie argentina colleziona 32 presenze in tre anni e nel 2011 conquista il ritorno in massima serie, giocando da titolare entrambi i match del decisivo spareggio contro il Gimnasia La Plata.

#### San Lorenzo
Nel 2013 si è trasferito al San Lorenzo de Almagro.
Esordisce il 4 Agosto,nella vittoria per 2-1 contro l’Olimpo..
La prima rete con il nuovo club arriva il 16 Novembre 2013 in occasione del match vinto in casa contro il Belgrano..
Nel 2015,frutto di ottime prestazione con la maglia del “Ciclon”,viene convocato in nazionale..
Lascia il club nel Dicembre del 2016.
Ha collezionato 142 presenze,conteggiando quelle in tutte le competizioni ufficiali,mettendo a segno 9 reti e vincendo 3 trofei da protagonista: il Torneo Inicial della Primera Division Argentina nel 2013; la Coppa Libertadores 2014 e la Supercopa Argentina 2015,vinta battendo per 4-0 il Boca Juniors..

#### Trabzonspor
Il 28 Dicembre 2016 viene presentato come nuovo giocatore del Trabzonspor.
Con il club turco disputa 36 partite,tra campionato e coppa nazionale,realizzando un gol.

#### Boca Juniors
Il 3 Gennaio 2018 viene acquistato dal Boca Juniors per 2.5 milioni di dollari..Nella prima annata viene impiegato poco dall’allenatore Guillermo Barros Schelotto che spesso e volentieri gli preferisce Frank Fabra prima e Lucas Olaza poi.
Trova maggior continuità nel 2019 sotto la guida tecnica di Gustavo Alfaro.Nel 2021 scade il suo contratto che non viene,poi,rinnovato.Lascia il Boca senza infamia e senza lode,collezionando 79 presenze e 5 reti,considerando tutte le competizioni ufficiali e vincendo 4 titoli.

#### Orlando City
Il 14 Luglio 2021 diventa un nuovo giocatore dell’Orlando City.,con cui firma un contratto annuale.
Debutta nel campionato americano in occasione della sonora sconfitta per 5-0 rimediata contro il New York City..

#### Estudiantes La Plata
Nel Gennaio del 2022 ritorna in patria per vestire la maglia dell’Estudiantes (LP)..
Esordisce un mese più tardi in occasione della vittoria per 2-1,in casa,contro l’Independiente..
La prima rete arriva nel match vinto 4-1 contro il Vélez Sarsfield,valevole per la Coppa Libertadores..

## Statistiche

### Presenze e reti nei club
Statistiche aggiornate al 6 gennaio 2022.
| Stagione        | Squadra          | Campionato      | Campionato | Campionato | Coppe nazionali | Coppe nazionali | Coppe nazionali | Coppe continentali | Coppe continentali | Coppe continentali | Altre coppe | Altre coppe | Altre coppe | Totale | Totale |
| Stagione        | Squadra          | Comp            | Pres       | Reti       | Comp            | Pres            | Reti            | Comp               | Pres               | Reti               | Comp        | Pres        | Reti        | Pres   | Reti   |
| --------------- | ---------------- | --------------- | ---------- | ---------- | --------------- | --------------- | --------------- | ------------------ | ------------------ | ------------------ | ----------- | ----------- | ----------- | ------ | ------ |
| 2007-2008       | San Martín (SJ)  | PD              | 1          | 0          | -               | -               | -               | -                  | -                  | -                  | -           | -           | -           | 1      | 0      |
| 2008-2009       | San Martín (SJ)  | PBN             | 9          | 0          | -               | -               | -               | -                  | -                  | -                  | -           | -           | -           | 9      | 0      |
| 2009-2010       | San Martín (SJ)  | PBN             | 4          | 0          | -               | -               | -               | -                  | -                  | -                  | -           | -           | -           | 4      | 0      |
| 2010-2011       | San Martín (SJ)  | PBN             | 20+2       | 1+0        | -               | -               | -               | -                  | -                  | -                  | -           | -           | -           | 22     | 1      |
| 2011-2012       | San Martín (SJ)  | PD              | 32         | 1          | -               | -               | -               | -                  | -                  | -                  | -           | -           | -           | 32     | 1      |
| 2012-2013       | San Martín (SJ)  | PD              | 37         | 2          | -               | -               | -               | -                  | -                  | -                  | -           | -           | -           | 37     | 2      |
| San Martín (SJ) | San Martín (SJ)  | San Martín (SJ) | 103+2      | 4          |                 |                 |                 |                    |                    |                    |             |             |             | 105    | 4      |
| 2013-2014       | San Lorenzo      | PD              | 20         | 2          | -               | -               | -               | CL                 | 14                 | 2                  | -           | -           | -           | 34     | 2      |
| 2014            | San Lorenzo      | PD              | 19         | 1          | -               | -               | -               | -                  | -                  | -                  | CdM         | 2           | 0           | 21     | 1      |
| 2015            | San Lorenzo      | PD              | 29         | 1          | -               | -               | -               | CL                 | 6                  | 0                  | RS          | 2           | 0           | 37     | 1      |
| 2016            | San Lorenzo      | PD              | 12+1       | 0+0        | -               | -               | -               | CL+CS              | 5+8                | 0+1                | SC          | 1           | 0           | 27     | 1      |
| 2016-gen. 2017  | San Lorenzo      | PD              | 12         | 1          | -               | -               | -               | -                  | -                  | -                  | -           | -           | -           | 12     | 1      |
| San Lorenzo     | San Lorenzo      | San Lorenzo     | 92+1       | 5          |                 |                 |                 |                    | 33                 | 3                  |             | 5           | 0           | 131    | 8      |
| gen.-giu. 2017  | Trabzonspor      | SL              | 18         | 1          | TK              | 1               | 0               | -                  | -                  | -                  | -           | -           | -           | 19     | 1      |
| 2017-gen. 2018  | Trabzonspor      | SL              | 14         | 0          | TK              | 4               | 0               | -                  | -                  | -                  | -           | -           | -           | 18     | 0      |
| Trabzonspor     | Trabzonspor      | Trabzonspor     | 32         | 1          |                 | 5               | 0               |                    |                    |                    |             |             |             | 37     | 1      |
| gen.-giu. 2018  | Boca Juniors     | PD              | 6          | 1          | CA              | 1               | 0               | CL                 | 4                  | 0                  | SC          | 0           | 0           | 11     | 1      |
| 2018-2019       | Boca Juniors     | PD              | 19         | 2          | CA+CdS          | 0+6             | 0+1             | CL                 | 12                 | 0                  | SC          | 1           | 0           | 38     | 3      |
| 2019-2020       | Boca Juniors     | PD              | 5          | 0          | CA+CdS          | 2+1             | 1+0             | CL                 | 5                  | 0                  | -           | -           | -           | 13     | 1      |
| 2020-2021       | Boca Juniors     | CDM+CdL         | 10+3       | 0          | -               | -               | -               | CL                 | 3                  | 0                  | -           | -           | -           | 16     | 0      |
| Boca Juniors    | Boca Juniors     | Boca Juniors    | 43         | 3          |                 | 10              | 1               |                    | 24                 | 0                  |             | 1           | 1           | 78     | 5      |
| giu.-dic. 2021  | Orlando City     | MLS             | 16+1       | 0+0        | OC              | 0               | 0               | -                  | -                  | -                  | LC          | 1           | 0           | 18     | 0      |
| 2022            | Estudiantes (LP) | PD              | -          | -          | CA+CdL          | -               | -               | CL                 | -                  | -                  | -           | -           | -           | -      | -      |
| Totale carriera | Totale carriera  | Totale carriera | 290        | 13         |                 | 15              | 1               |                    | 57                 | 3                  |             | 7           | 1           | 369    | 18     |

### Cronologia presenze e reti in nazionale
| Cronologia completa delle presenze e delle reti in nazionale ― Argentina | Cronologia completa delle presenze e delle reti in nazionale ― Argentina | Cronologia completa delle presenze e delle reti in nazionale ― Argentina | Cronologia completa delle presenze e delle reti in nazionale ― Argentina | Cronologia completa delle presenze e delle reti in nazionale ― Argentina | Cronologia completa delle presenze e delle reti in nazionale ― Argentina | Cronologia completa delle presenze e delle reti in nazionale ― Argentina | Cronologia completa delle presenze e delle reti in nazionale ― Argentina |
| Data                                                                     | Città                                                                    | In casa                                                                  | Risultato                                                                | Ospiti                                                                   | Competizione                                                             | Reti                                                                     | Note                                                                     |
| ------------------------------------------------------------------------ | ------------------------------------------------------------------------ | ------------------------------------------------------------------------ | ------------------------------------------------------------------------ | ------------------------------------------------------------------------ | ------------------------------------------------------------------------ | ------------------------------------------------------------------------ | ------------------------------------------------------------------------ |
| 4-9-2015                                                                 | Houston                                                                  | Argentina                                                                | 7 – 0                                                                    | Bolivia                                                                  | Amichevole                                                               | -                                                                        |                                                                          |
| 8-9-2015                                                                 | Arlington                                                                | Argentina                                                                | 2 – 2                                                                    | Messico                                                                  | Amichevole                                                               | -                                                                        | 71’                                                                      |
| 8-10-2015                                                                | Buenos Aires                                                             | Argentina                                                                | 0 – 2                                                                    | Ecuador                                                                  | Qual. Mondiali 2018                                                      | -                                                                        | 53’                                                                      |
| 13-10-2015                                                               | Asunción                                                                 | Paraguay                                                                 | 0 – 0                                                                    | Argentina                                                                | Qual. Mondiali 2018                                                      | -                                                                        |                                                                          |
| 1º-9-2016                                                                | Mendoza                                                                  | Argentina                                                                | 1 – 0                                                                    | Uruguay                                                                  | Qual. Mondiali 2018                                                      | -                                                                        |                                                                          |
| 10-11-2016                                                               | Belo Horizonte                                                           | Brasile                                                                  | 3 – 0                                                                    | Argentina                                                                | Qual. Mondiali 2018                                                      | -                                                                        |                                                                          |
| 15-11-2016                                                               | San Juan                                                                 | Argentina                                                                | 3 – 0                                                                    | Colombia                                                                 | Qual. Mondiali 2018                                                      | -                                                                        |                                                                          |
| 23-3-2017                                                                | Buenos Aires                                                             | Argentina                                                                | 1 – 0                                                                    | Cile                                                                     | Qual. Mondiali 2018                                                      | -                                                                        | 46’                                                                      |
| Totale                                                                   |                                                                          | Presenze                                                                 | 8                                                                        |                                                                          | Reti                                                                     | 0                                                                        |                                                                          |

## Palmarès

### Club

#### Competizioni internazionali
- Coppa Libertadores: 1

San Lorenzo: 2014

#### Competizioni nazionali
- Supercopa Argentina: 2

San Lorenzo: 2015
Boca Juniors: 2018
- Campionato argentino: 2

Boca Juniors: 2017-2018, 2019-2020
- Copa Diego Armando Maradona: 1

Boca Juniors: 2020
- Copa Argentina: 1

Boca Juniors: 2019-2020